# قطعنامه ۷۹۲ شورای امنیت
قطعنامه ۷۹۲ شورای امنیت سازمان ملل متحد که در تاریخ ۳۰ نوامبر ۱۹۹۲ تصویب شد، سندی بین‌المللی دربارهٔ وضعیت کامبوج است. این قطعنامه طی نشست ۳۱۴۳ام با ۱۴ رای موافق، ۰ مخالف و ۱ ممتنع تصویب شد.